# Інавасіро (Фукусіма)

37°33′28″ пн. ш. 140°6′17″ сх. д. / 37.55778° пн. ш. 140.10472° сх. д.
Інавасіро́ (яп. 猪苗代町, いなわしろまち, МФА: [inawaɕiɾo mat͡ɕi̥]) — містечко в Японії, в повіті Яма префектури Фукусіма. Станом на 1 жовтня 2008 площа містечка становила 395,00 км². Станом на 1 січня 2009 населення містечка становило 16 130 осіб.